# كلير غوردون
كلير غوردون (بالإنجليزية: Claire Gordon)‏ هي ممثلة بريطانية، ولدت في 16 يناير 1941، وتوفيت في 13 أبريل 2015.

## وصلات خارجية
- كلير غوردون على موقع IMDb (الإنجليزية)
- كلير غوردون على موقع قاعدة بيانات الفيلم (الإنجليزية)